# 토르나레초
토르나레초(이탈리아어: Tornareccio)는 이탈리아 아브루초주 키에티도에 있는 코무네이다. 양봉장과 고고학 유적지로 유명하다.